# Trespa
Trespa is de merknaam van Trespa International BV, gevestigd in Weert. Trespa® Meteon® is de merknaam voor de High Pressure Laminate-plaat (HPL-plaat) die speciaal geproduceerd wordt voor buitentoepassingen. Het is een massieve, compacte plaat die is opgebouwd uit houtvezels of papier, met daaraan een op fenolhars gebaseerd bindmiddel toegevoegd.
Trespa-platen worden gemaakt door onder hoge druk en hoge temperatuur houtvezels of geïmpregneerd papier en hars samen te persen. Een speciaal EBC-oppervlak (Electron Beam Curing), een door Trespa ontwikkelde coatingtechniek, zorgt voor de hoge kwaliteit op het gebied van duurzaamheid en weerbestendigheid. Door aan het oppervlak gekleurde pigmenten toe te voegen zijn de meest uiteenlopende kleuren mogelijk.
De productietechniek voor de platen, die van houtvezels gemaakt zijn, noemt men ook wel de ‘Dry Forming’-technologie. Bij deze techniek worden goedkopere prepregs in plaats van de duurdere geïmpregneerde papieren lagen bij de productie van vezelplaten toegepast. Deze prepregs bestaan uit houtvezels en thermohardende harsen. Deze techniek is voor het eerst in 1984 toegepast.
Doordat het oppervlak van een Trespa-plaat een dichte moleculaire toplaag heeft, is het vrijwel ongevoelig voor weersinvloeden (temperatuur, UV-straling en vocht). Ook kan eventuele vervuiling, zoals graffiti, vrij eenvoudig verwijderd worden. Vanwege deze voordelen wordt het materiaal vrij algemeen toegepast.

## Bedrijf Trespa
Het bedrijf Trespa werd in 1960 in Weert opgericht door Hermann Krages, een Duitse handelaar in vezelplaten. Aanvankelijk richtte het bedrijf zich voornamelijk op de verkoop en opslag van de in het Duitse Leutkirch geproduceerde panelen. Langzamerhand werd er overgestapt op de productie van hardboardplaten voor matrassen. Deze activiteit is later ondergebracht in het bedrijf Thermopal. In 1964 is de naam Thermopal gewijzigd in Weerter Kunststoffen Fabrieken (WKF).
In 1967 is het bedrijf door Hoechst overgenomen en in 1995 is het eigendom overgegaan naar de HAL Holding NV.
Trespa brengt HPL-platen onder verschillende merknamen op de markt, met verschillende kwaliteiten voor binnen- en buitentoepassingen. Andere merknamen zijn Pura® NFC voor gevelplanken, Trespa® Izeon® voor buitentoepassingen, Trespa® Toplab®Base, Trespa® TopLab®Vertical en Trespa® TopLab®plus voor binnentoepassingen en laboratoria.